# Theodor Bierfreund
Theodor Bierfreund, född 1855, död 1906, var en dansk konsthistoriker och författare.
Bierfreund utgav flera romaner och litteraturhistoriska arbeten men ägnade senare delen av sitt liv åt konsthistoriskt författarskap. Bland hithörande arbeten kan nämnas Rembrandt (1900) och tre böcker om Florens.